# Mufrid
Mufrid (eta Bootis) is een heldere ster in het sterrenbeeld Ossenhoeder (Boötes).